# Капон, Жереми
Жереми Капон (фр. Jérémy Kapone; 16 апреля 1990) — французский актёр, певец и автор песен, член музыкальной группы Kaponz & Spinoza.

## Биография
Дебютным альбомом Жереми Капона стал сборник «Éléments du décor», который его группа выпустила в 2008 году. Кинодебютом актёра стал фильм «Лол» с Софи Марсо в роли мамы Лолы, где парень сыграл юного Маэля, приятеля Лолы, дочери героини Марсо, и друга её бывшего бойфренда, молодого очаровательного музыканта, который, разумеется, покоряет сердце девушки. В общем — самого себя.
В 2009 году актёр исполнил роль молодого сутенёра, влюблённого в хастлера по имени Венсан в картине режиссёра Фридерика Мерму «Сообщник».
Жереми Капон продолжает карьеру не только как музыкант, но и как актёр, не отдавая предпочтения ни тому, ни другому.

## Фильмография
| Год  |     | Русское название   | Оригинальное название   | Роль      |
| ---- | --- | ------------------ | ----------------------- | --------- |
| 2012 | ф   | Измеряя мир        | Die Vermessung der Welt |           |
| 2011 | ф   | Летняя жестокость  | Violences d'été         | Симон     |
| 2011 | ф   | Мёртвенно-бледный  | Livide                  | Бен       |
| 2011 | тф  | Большой ресторан 2 | Le grand restaurant II  |           |
| 2011 | кор |                    | Summer Knows            |           |
| 2010 | тф  | Большой ресторан   | Le grand restaurant     | Александр |
| 2009 | ф   | Сообщник           | Complices               | Томас     |
| 2008 | ф   | Лол                | LOL                     | Маэль     |